# Termas de Pompeia
As termas de Pompeia, divididas em três, Estabianas, do Fórum e Centrais, são hoje nomeadas de acordo com a sua localização. Elas eram bastante comuns na cultura romana, oferecendo ampla variedade de serviços e atividades, dentre as quais banhos, sauna, nadar, se exercitar, jogar bola ,massagens dentre outras. Além destes três grandes complexos públicos, haviam outros estabelecimentos, de caráter privado, com funções similares. Apesar de serem utilizadas para higiene, as termas podiam ser uma sentença de morte para indivíduos com feridas abertas, já que a água era suja e repleta de bactérias. Os banhos de Pompeia constituem os exemplos mais antigos de termas. Além disso, a análise desses estabelecimentos nos permite uma visão mais ampla do desenvolvimento dos banhos romanos ao longo do tempo. Percebe-se na associação entre palestra e  natatio, a intenção de relacionar os exercícios com o banho, permitindo, assim, o aproveitamento total das possibilidades de prazer encontradas nos banhos. Pesquisas indicam que a construção dos banhos em conjunto com a palestra, remetem ao século II a.C. 
Os historiadores do século XIX acreditavam que a construção das termas públicas pelos imperadores e pelas elites locais se enquadrava em uma política sanitária para combater as grandes epidemias que marcavam o período. Mais recentemente, os historiadores defendem a construção destes complexos de banhos devido a motivações políticas e sociais. Dessa forma, os indivíduos que investiam em tais construções buscavam prestígio social e a possibilidade de ascensão política. A construção das termas de Pompeia certamente se enquadram neste processo. Os banhos eram um local onde as desigualdades sociais se apresentavam de maneira clara. Embora houvesse banhos privados em algumas das casas grandes de Pompeia, que eram desfrutados pelos ricos, em geral, todos os grupos sociais se misturavam nas termas.  Portanto, os banhos públicos eram um local no qual as hierarquias eram atravessadas, podendo-se notar uma clara diferença entre aqueles que estavam aptos a pagar escravos para esfregá-los, e aqueles que não estavam.

## Termas Estabianas

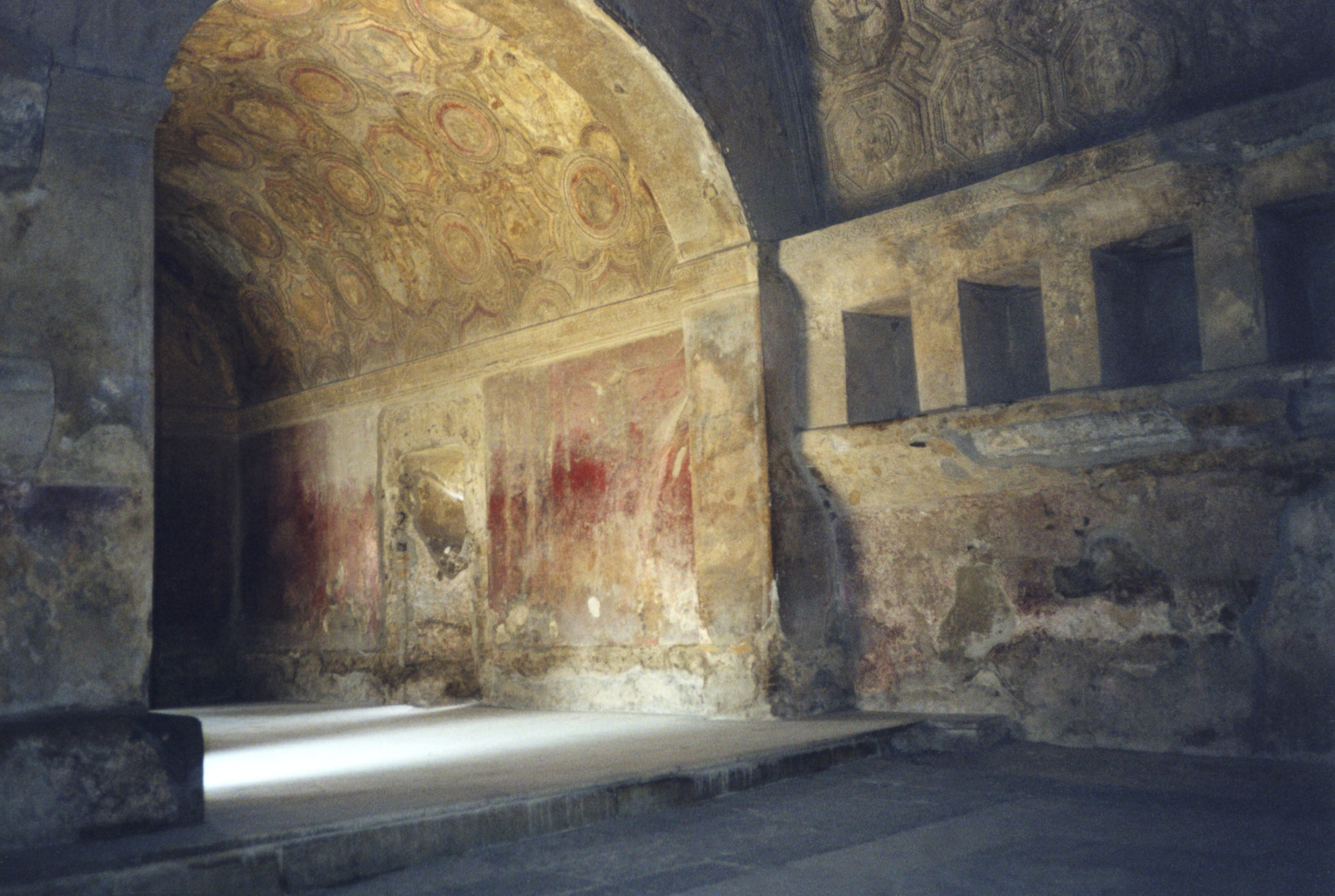
Apoditério das Termas Estabianas

As termas Estabianas eram as mais antigas de Pompeia. Devido a um bombardeio, durante a segunda guerra mundial, anotações de um estudo sobre o local foram destruídas, impedindo o melhor conhecimento das suas fases de construção. Sabe-se que a construção dos banhos Estabianos remete ao período Samnita, no século II a.C. No momento da erupção do Vesúvio, estas termas estavam em reforma, sendo que somente o setor feminino tinha capacidade de funcionar. Além do mais, neste mesmo período, as termas Centrais estavam ainda em construção, restando apenas as termas do Fórum em pleno funcionamento. Em razão desta escassez, presume-se que as casas ofertando banhos privados tinham um faturamento elevado, tal como a casa de Júlia Félix.

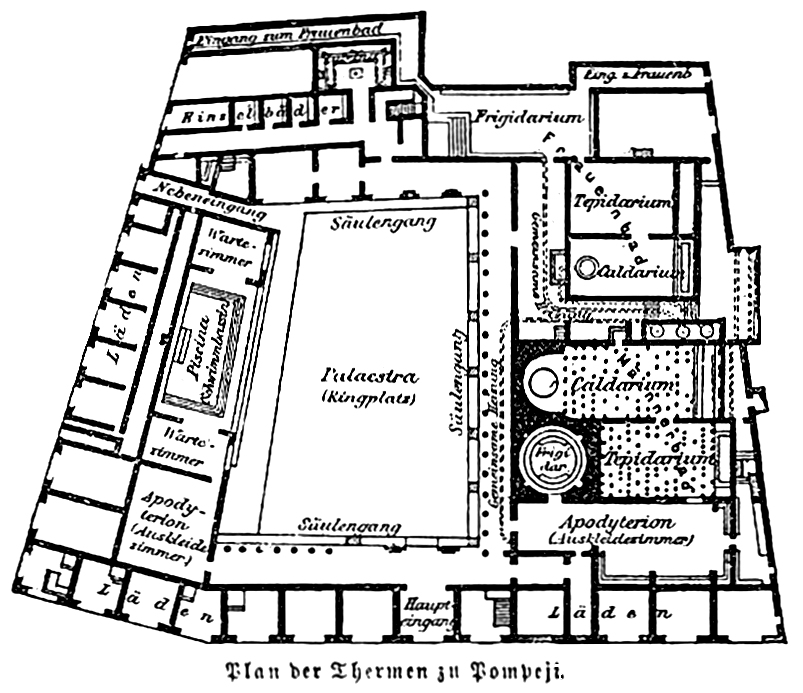
Planta das Termas de Estabia

Os banhos Estabianos passaram por uma reforma no século II a.C. , convertendo-se em um estabelecimento com instalações separadas para homens e mulheres, além de um sistema de aquecimento mais moderno. O antigo pátio foi transformado em um peristilo, o qual era bastante comum nas casas grandes de Pompeia, deixando pouco espaço para atividades físicas, além de ter sido acrescentada uma fachada elaborada que revelava o novo caráter de luxo e conforto do edifício. Além da reforma nos primeiros anos da colônia romana, este complexo de banhos passou também por uma reestruturação no período imperial, embora a última tenha sido de caráter decorativo. Estas termas situavam-se numa região de grande movimentação, e de caráter popular, mais especificamente no ponto de encontro da Via de Stabia e da Via dell'Abbondanza. Este fator, somado ao fato de que as termas Estabianas eram as mais antigas da cidade, permite que imaginemos a grande quantidade de frequentadores do estabelecimento, além da diversidade de categorias sociais que se conglomeravam

## Termas do Fórum

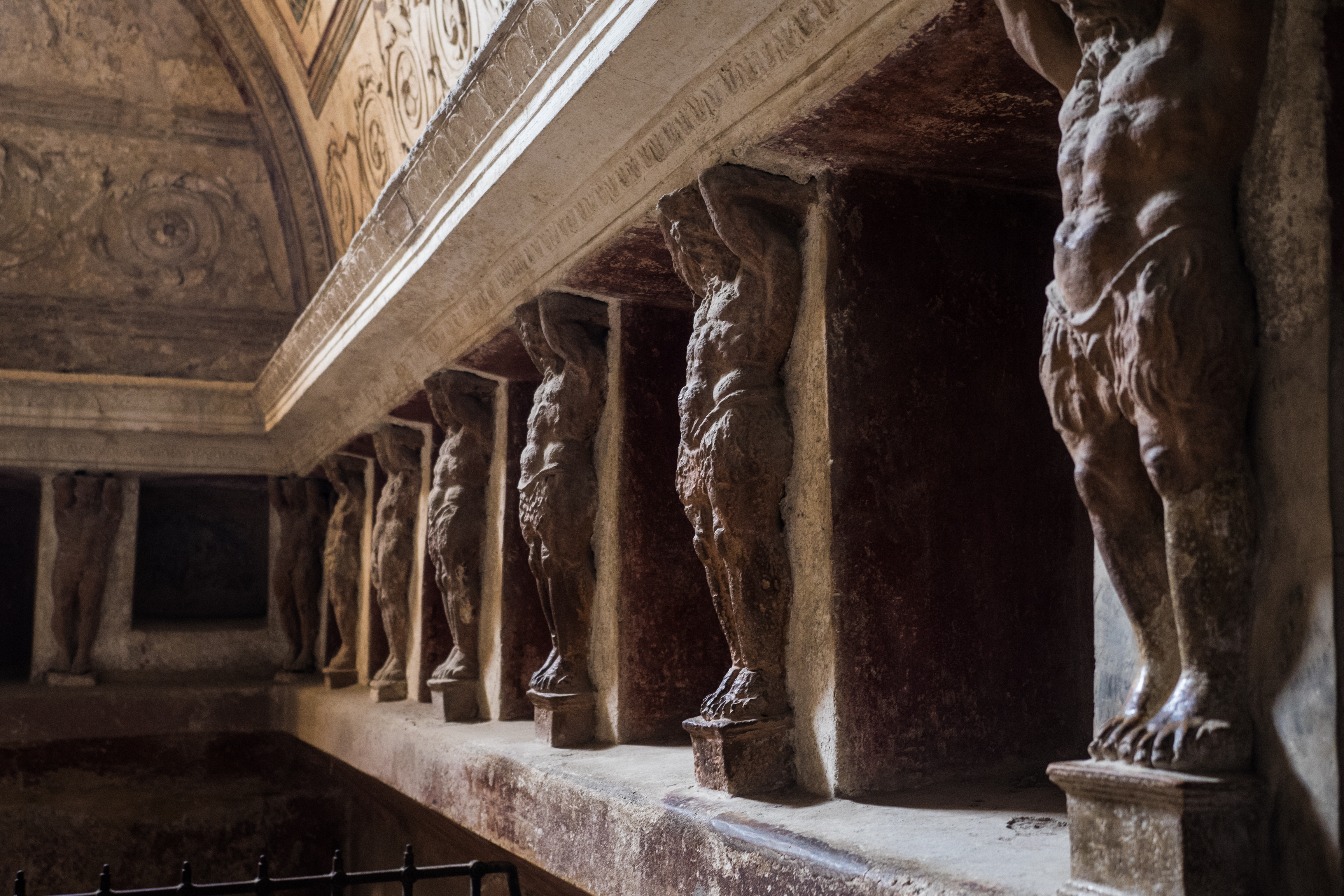
Estatua de Atlantis nas termas do Fórum

Supõe-se que a construção dos banhos do Fórum atendiam à uma demanda de novos moradores, e de pessoas que residiam nas proximidades do fórum. O novo complexo de banhos favorecia, portanto, moradores da região, que não precisariam se deslocar aos banhos Estabianos.  A data de construção deste complexo de banhos é atribuída ao começo da colonização romana, por volta de 80 a.C. Além do mais, estas termas foram construídas numa localidade estratégica, pois satisfaziam os interesses de indivíduos importantes, tais como os colonos romanos e a elite pró-romana, residentes da região norte da cidade.  As termas do Fórum, assim como as de Stabia, possuíam divisão entre homens e mulheres. Porém, tratando-se de diferenças entre ambos os complexos, Os banhos de Stabia eram maiores e menos decorados do que os do Fórum. Seguindo nesta comparação, no lugar ocupado pela palaestra nos banhos estabianos, existe um pátio coberto nos banhos do Fórum. Observa-se que estado de conservação do Tepidário e do caldário do setor masculino das termas do Fórum é excelente. Existe, inclusive, uma inscrição em letras de bronze em uma aresta, recordando que os duúnviros da epóca instalaram o labrum nessas termas entre os anos 3 e 4 d.C.

## Termas Centrais
A construção destas termas nunca foi terminada, revelando que a obra deve ser datada nos últimos anos da cidade, que antecederam a erupção do Vesúvio. As termas centrais, apesar de encontrarem-se inacabadas em 79 a.C, assinalavam a chegada de transformações na arquitetura das termas em geral. Dentro destas inovações, destacam-se o incremento da iluminação, uma arquitetura diferenciada, e a junção das alas masculinas e femininas. No período flaviano, as termas centrais tornaram-se modelo de luxo, arquitetura imponente e de valorização do prazer. As transformações ocorridas revelam novas demandas e novos gostos dos habitantes de Pompeia. A construção das termas centrais ocorreu devido a necessidade de trazer o caráter luxuoso e elegante que as termas das cidades grandes possuíam. Para tanto, este ostensivo edifício foi construído na região central de Pompeia, localizado na interseção entre a Via de Stabia e a Via de Nola, e ocupava a extensão de um quarteirão. Estas termas são caracterizadas por salas mais arejadas, pela ampla palaestra, e por uma iluminação mais eficaz, devido as janelas grandes. Havia apenas uma setor de banhos para os homens, e nenhum para as mulheres. Esses banhos mais iluminados e arejados contrastavam com as termas mais escuras, revelando mudanças na tradição dos banhos. 

## Termas Suburbanas

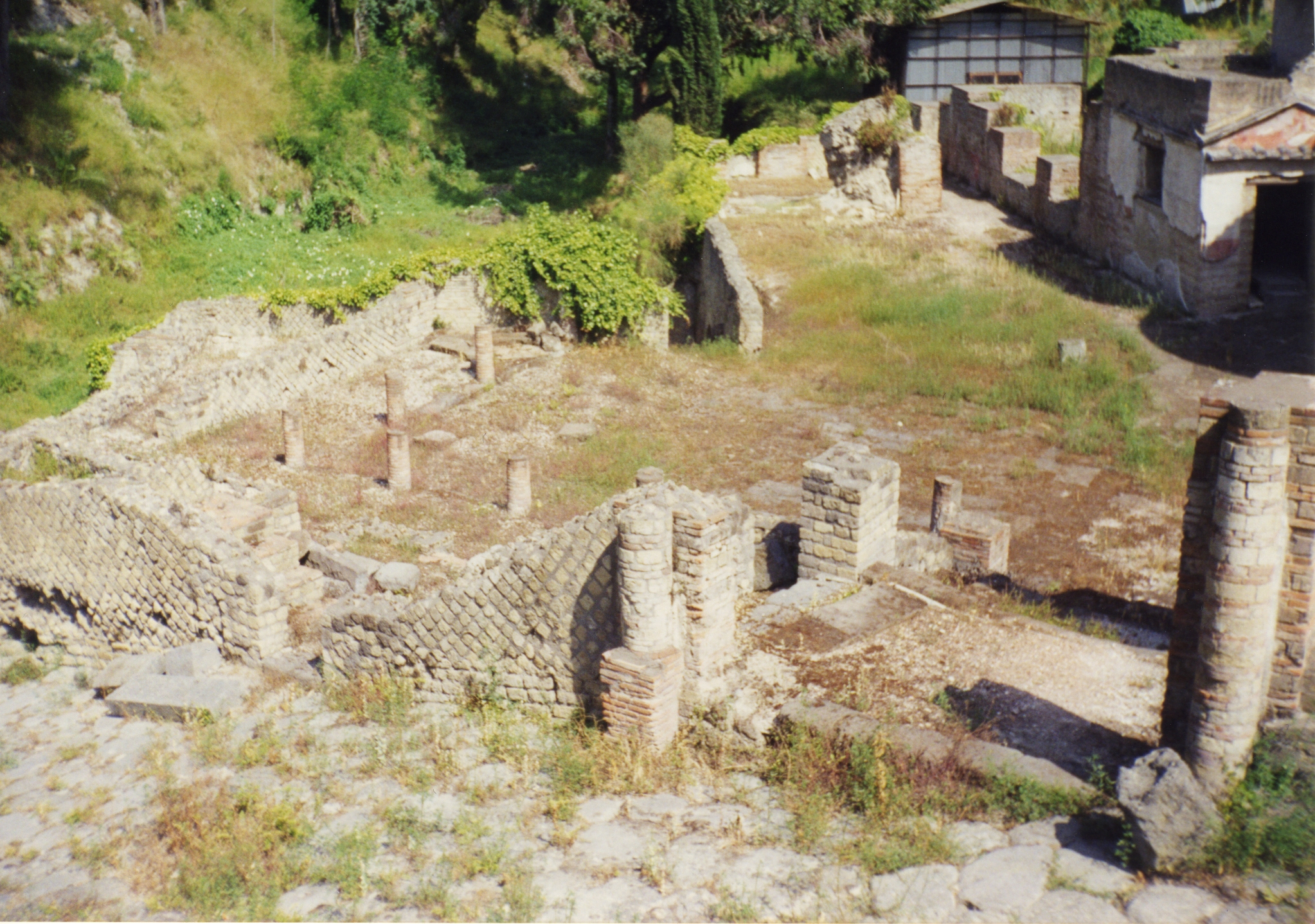
Ruínas das Termas Suburbanas

As termas suburbanas foram um dos grandes estabelecimentos privados com funções similares às termas públicas de Pompeia. Durante a escavação deste edifício, foi descoberta uma sala com numerosas pinturas eróticas. Acredita-se que a sala mencionada era um apoditério. A localização geográfica deste complexo é imediatamente fora das muralhas da cidade, além de ser uma construção de dois andares. O estabelecimento apresentava características que não estavam presentes em algumas das termas públicas de Pompeia, tal como salas grandes e bem iluminadas, com elementos luxuosos. No momento da erupção do Vesúvio, as termas suburbanas eram o único estabelecimento de banhos funcionando sem a divisão entre homens e mulheres. As pinturas encontradas nos banhos suburbanos, assim como outras pinturas eróticas situadas pela cidade, tinham como propósito o divertimento do espectador. No contexto dos banhos, as pinturas eróticas adquiriam um significado adicional de risada. 

## Ver Também
- Pompeia
- Termas Romanas
- Arquitetura Romana